# Schloss Schönberg (Vogtland)

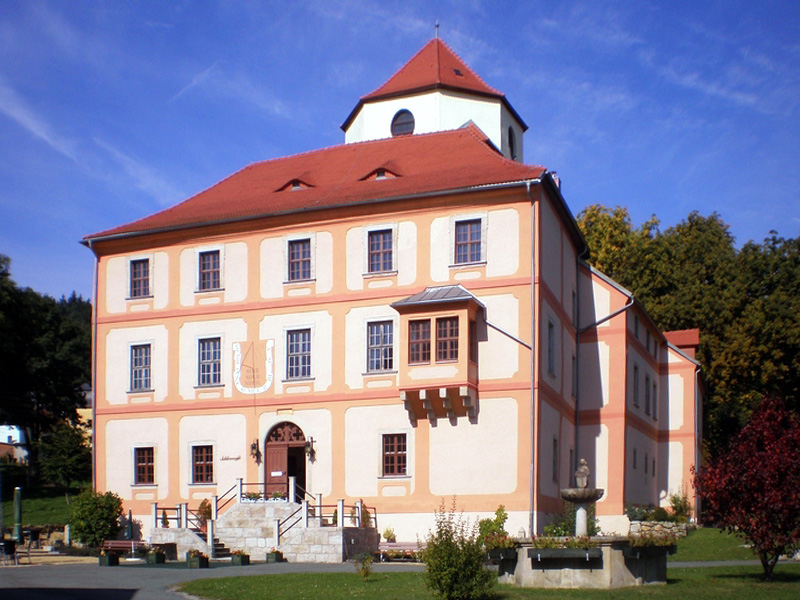
Schloss Schönberg 2008

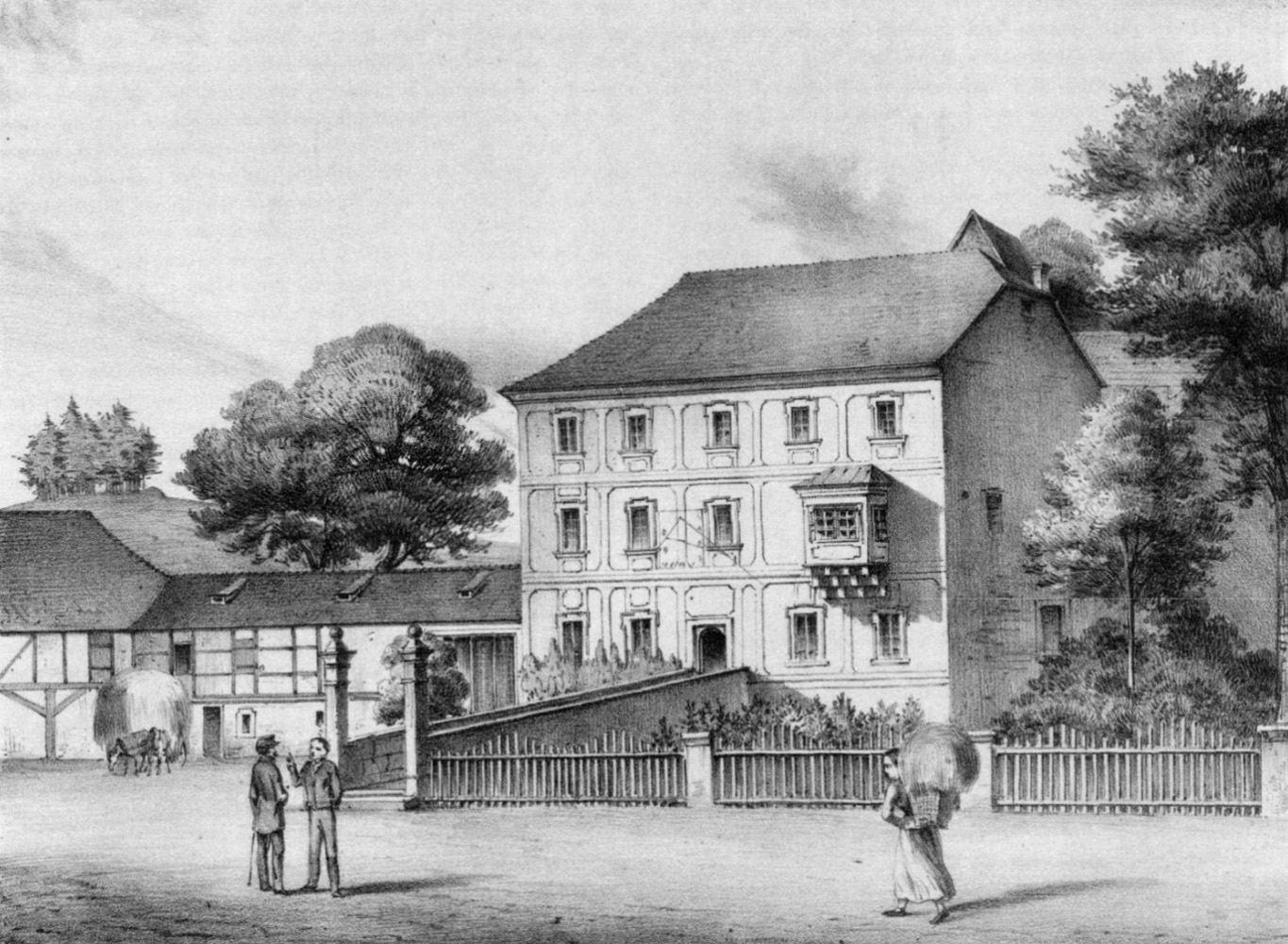
Schloss Schönberg um 1850

Schloss Schönberg ist ein Schloss in Schönberg am Kapellenberg, heute Ortsteil der Gemeinde Bad Brambach im Oberen Vogtland im äußersten Südwesten Sachsens. Das Schloss ist mit seiner zentralen Lage ortsprägend. Durch den Abfall des Geländes nach Süden ist es von weither sichtbar.

## Geschichte
Die erste urkundliche Erwähnung von Schloss Schönberg datiert von 1261 als Rittersitz in Form einer Wasserburg für Albert von Schönberg, der aus dem Adelsgeschlecht der Neuberg stammte, sich aber nun nach seinem neuen Sitz nannte. Für 1343 ist ein Übergang an den Ritter Eitel Toss belegt. Im 14. und Anfang des 15. Jahrhunderts besaßen die Herren von Kospod das sich im Zusammenhang mit der Burg entwickelte Rittergut Schönberg. Weitere kurzfristige Besitzer waren Hans von Rabe und Heinrich von Röder. Ab Mitte des 15. Jahrhunderts war das Schloss im Besitz der Familie von Zedtwitz, darunter Sittich von Zedtwitz, bis es nach 1485 über seine Witwe Anna an die Freiherren von Reitzenstein kam. In deren Besitz blieb es 460 Jahre. Erstmals wurde Georg Rudolph von Reitzenstein bei seiner Trauung am 21. Februar 1629 mit Anna Margareta geb. von Reitzenstein (aus Höflas) im Schönberger Kirchenbuch erwähnt. Er wurde als Erbherr von Heinersreuth, Höflas, Schönberg sowie als Gerichts- und Lehnherr von Schönberg bezeichnet und starb am 23. Januar 1656 in Schönberg.
1685 wurde um den quadratischen Wartturm (von 1485), mit achteckigem Aufsatz, ein dreigeschossiges Herrenhaus mit fünfachsiger Fassade und flachem Ziegelwalmdach errichtet. Ebenfalls von 1685 ist ein achteckiges Brunnenbecken mit einer Steinfigur samt Wappenschild der Familie. Das Rittergut Schönberg entwickelte sich zum sechstgrößten im Vogtland. Die letzte Schlossherrin war Margarethe Pia Magyari (1876–1945), geborene Freiin von Reitzenstein. Sie wurde nach der Enteignung 1945 auf die Insel Rügen deportiert, wo sie auch starb.
Die enteignete Feldflur des Gutes wurde an Neubauern aufgeteilt und im Schloss in der Folgezeit Wohnungen, Post, Gemeindeamt, Schule, Kino, Bücherei, Kinderferienlager und vieles mehr untergebracht, bis sich schließlich der Bauzustand so verschlechtert hatte, dass lediglich noch ein Raum genutzt werden konnte. Seit 1994 ist das Schloss wieder in Privatbesitz und wurde aufwändig saniert.